# Zeldam
Het Zeldam is een buurtschap in de gemeente Hof van Twente, Twente, binnen de Nederlandse provincie Overijssel. Tot de gemeentelijke herindeling in 2001 behoorde het Zeldam tot de toen opgeheven gemeente Ambt Delden. Het Zeldam ligt even ten noordoosten van het stadje Goor. Zeldam maakte onder de naam Kotwijk oorspronkelijk deel uit van de buurschap Wedehoen/Wiene en vormde daarmee één marke. De latere naam Zeldam ontleent de buurtschap aan het hofhorige erf Seldam.
Zeldam is sociaal gezien nog steeds nauw verweven met de aangrenzende buurtschap Wiene. Beide buurtschappen gebruiken gezamenlijk het gemeenschapscentrum `t Kempke en de lokale Katholieke Plattelandsjongeren Organisatie draagt de namen van beide buurtschappen. De buurtschap is relatief dunbevolkt en heeft een echt plattelandskarakter behouden. Typisch Twentse houtwallen, bosjes, weiden en boerderijen kenmerken het aanzien van de buurtschap.
Het merendeel van de inwoners werkt in de agrarische sector. Tot voor kort bezat deze buurtschap een van de grootste varkensconcentraties per vierkante kilometer. Na de crisis in de varkenshouderij sinds het midden van jaren 1990 is het aantal varkenshouderijen afgenomen. Een aanzienlijk deel van de landbouwers liet het agrarisch bestaan voor wat het was en werd werkzaam in andere sectoren (zoals de bouwnijverheid). Wel bleven zij op hun boerenhoeven wonen.
Het Zeldam is van oudsher een rooms-katholieke buurtschap. Zij bleef dit ook na de zeventiende eeuw, ondanks de invloed van de Reformatie in Overijssel. Zij behoort grotendeels tot de parochie van de HH. Petrus en Paulus in Goor. Nog recent bouwde de buurtschap een nieuwe kapel ter ere van de H. Maagd Maria.